# Magma (film)
Pour les articles homonymes, voir Magma.
Pour plus de détails, voir Fiche technique et Distribution.
Magma est un long métrage français de Pierre Vinour coécrit par Pascal Mieszala, avec Mehdi Nebbou, Natacha Régnier, Arly Jover et Aurélien Recoing et sorti en 2010.

## Synopsis
Un séminaire en Auvergne, et tout bascule pour Paul Neville, qui ne quitte jamais Paris. Son mariage, déjà fragile, vacille à la faveur d'une rencontre inattendue avec sa voisine de chambre. Le jour où les amants décident de tout quitter pour vivre leur passion, celle-ci disparaît. Paul est suspecté…

## Fiche technique
- Réalisation : Pierre Vinour
- Scénario : Pierre Vinour et Pascal Mieszala
- Producteurs exécutifs : Aurélie Bordier et Pierre Vinour
- Directeur de la photographie : Éric Weber

## Distribution
- Mehdi Nebbou : Paul Neville
- Natacha Régnier : Christie Neville
- Arly Jover : Ainhoa Javier
- Aurélien Recoing : Commissaire Darcy
- Lise Tiersen : Audrey Neville
- Brigitte Barilley : Mère Neville
- Bénédicte Vanderreydt : Piquemal
- Tamara Cauzot : Lieutenante
- Damien Taranto : Mérieux
- Thierry Der'Ven : Corrado
- Jean-François Bourinet : Père Neville
- Bastien Couvidat : Paul Neville jeune
- Nathanaël Couvidat : Lucas Neville
- Keziah Maréchaux : Manon